# Dream Warriors (gruppo musicale)
I Dream Warriors sono stati un duo musicale canadese di genere hip hop con influenze jazz composto da King Lou e Capital Q. Sono ricordati per la loro miscela di hip hop ed elementi di musica jazz, tra i precursori del genere jazz rap.
Si sono formati nel 1988 a Toronto. Rimasero in attività fino al 2002 pubblicando 4 album, 2 antologie e lunga serie di singoli.
Ottennero un buon successo con l'album d'esordio And Now the Legacy Begins del 1991 e i singoli estratti My Definition of a Boombastic Jazz Style e Wash Your Face in My Sink che raggiunse il 34º posto della classifica canadese ed il 18° di quella britannica.

## Formazione
- King Lou (Louis Robinson)
- Capital Q (Frank Allert)

## Discografia

### Album in studio
- 1991 - And Now the Legacy Begins
- 1994 - Subliminal Simulation
- 1996 - The Master Plan
- 2002 - The Legacy Continues...

### Raccolte
- 1999 - Anthology: A Decade of Hits 1988–1998
- 2017 - Icon